# Обена
Обена (фр. Aubenas) насеље је и општина у источној Француској у региону Рона-Алпи, у департману Ардеш која припада префектури Privas.
По подацима из 2011. године у општини је живело 11.586 становника, а густина насељености је износила 772 | становника/km². Општина се простире на површини од 14,32 km². Налази се на средњој надморској висини од 237 метара (максималној 421 m, а минималној 170 m).

## Демографија
| 1962. | 1968.  | 1975.  | 1982.  | 1990.  | 1999.  | 2011.  |
| ----- | ------ | ------ | ------ | ------ | ------ | ------ |
| 9.235 | 10.763 | 12.050 | 11.543 | 11.105 | 11.048 | 11.586 |

График промене броја становника у току последњих година